# Visuel kortex
Visuel kortex er de dele af hjernen, der behandler synsinput. Opdeles i V1, V2 osv.
Dette område kaldes også Area striata. 